# El Camino Angosto, Texas
El Camino Angosto, Texas (енгл. El Camino Angosto) насељено је место без административног статуса у америчкој савезној држави Тексас.

## Демографија
По попису из 2010. године број становника је 253, што је 1 (-0,4%) становника мање него 2000. године.
| Група             | 2000.       | 2010.       |
| Белци             | 2 (0,8%)    | 13 (5,1%)   |
| Афроамериканци    | 0 (0,0%)    | 0 (0,0%)    |
| Азијати           | 0 (0,0%)    | 1 (0,4%)    |
| Хиспаноамериканци | 252 (99,2%) | 240 (94,9%) |
| Укупно            | 254         | 253         |